# 1987 SP12
1987 SP12 är en asteroid i huvudbältet som upptäcktes den 16 september 1987 av den belgiske astronomen Henri Debehogne vid La Silla-observatoriet.
Asteroiden har en diameter på ungefär 10 kilometer.